# Jesus nahm zu sich die Zwölfe

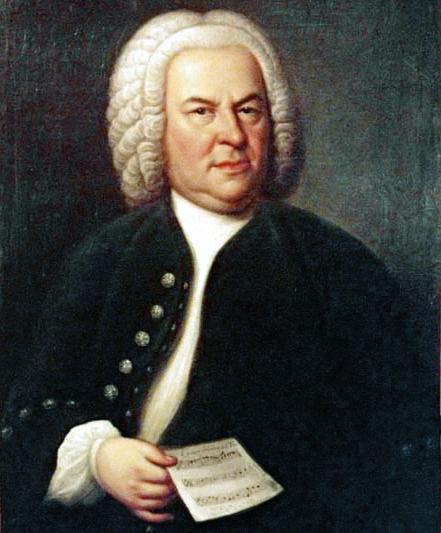
Johann Sebastian Bach

Jesus nahm zu sich die Zwölfe (BWV 22) is een religieuze cantate van Johann Sebastian Bach

## Programma
Deze cantate is bedoeld voor zondag Esto mihi of Quinquagesima (de zondag voor Aswoensdag) en klonk voor het eerst op 7 februari 1723 in de Thomaskerk te Leipzig. Daarmee behoort deze cantate tot Bachs eerste cantatejaargang.
Deze cantate maakt deel uit van de zogenaamde Paaskring van het kerkelijk jaar. Dit omvat de periode van 50 dagen voor tot 50 dagen na Pasen. Op Pinksteren, 50 dagen na Pasen sluit deze kring en start de Zomerkring met Trinitatis met zijn 12 zondagen erna.

## Tekst
De tekstdichter is onbekend.
Bijbellezingen:
- 1 Korintiërs 13, 1-13 "Nu kijken wij nog met een spiegel in een raadsel, maar dan van aangezicht tot aangezicht"
- Lucas 18, 31-43 "Hij neemt de twaalf ter zijde en zegt tot hen, zie, wij klimmen op naar Jeruzalem. Maar zij begrijpen niets van dit alles, zij hebben niet erkend wat er is gezegd. Zo maar een blinde zit langs de weg te bedelen. Jezus blijft staan en zegt tot hem: wat wil je dat ik aan je zal doen?"

Inhoud
1. Aria (soli en koor) "Jesus nahm zu sich die Zwölfe"
2. Aria (alt) "Mein Jesu, ziehe mich nach dir"
3. Recitatief (bas) "Mein Jesu, ziehe mich"
4. Aria (tenor) "Mein Alles in Allem"
5. Koraal "Ertöt uns durch dein Güte"

## Muzikale bezetting
De cantate is geschreven voor hobo, viool, altviool en basso continuo.

## Toelichting

### Algemene informatie
Cantate 22 was Bachs "sollicitatiecantate" om naar de post van cantor te Leipzig te dingen. De andere kandidaat was Georg Philipp Telemann. Men koos in eerste instantie voor Telemann. Pas toen deze de voorkeur gaf aan een functie te Hamburg kwam men op Bach terug en werd hij in 1723 cantor aan de Thomaskerk te Leipzig.

### Bachs muzikale verwerking
In deze cantate is veel te zien en te horen:
- in het openingskaar met aria evoceert Bach de opgang naar Jeruzalem klankrijk vanuit de toonsoort g kleine terts
- de tweede aria is een lieflijke dans in opgaande lijn met veel valkuilen en een wrange dissonant op de tweede noot
- de bas in recitatief, deel 3 wordt begeleid met de warme glans van violen, die houvast bieden; aan het einde wacht ons een immense vreugde, breekt het licht door en is er een en al uitbundigheid
- de tenoraria in deel 4 danst een stijlvol gestileerd menuet
- in het slotkoraal gaat deze dans over in een loopdans door een lange stoet leerlingen, de Meester volgend, allen op weg naar de stad van de Vrede; de bas houdt de gang erin, de hobo en de violen dartelen in een ononderbroken slinger boven dit alles uit